# Колофонит
Колофони́т, реже колофани́т (от др.-греч. ϰολοϕωνία, kolophonia, канифоль, цве́та канифоли) — устаревшее историческое название для коричневатого кальциево-железистого минерала из семейства гранатов, разновидности венисы (позднее, андрадита), обнаруженной в качестве сопутствующего метаморфического минерала на железорудных шахтах южно-норвежских островов, прежде всего, Тромё (вблизи Арендаля). Примерная формула: Ca3Fe3+2(SiO4)3. Другие названия колофонита: смоляная вениса, кальдерит, смоляной гранат.:298
Версии минерального состава и классификации колофонита в разные времена отличались, хотя в самом общем смысле его всегда относили к добываемым на территории Европы представителям семейства венисы. Одно время он считался коричневой («канифольной» по цвету) разновидностью гроссуляра, затем его отнесли к разновидностям андрадита. В связи с низким качеством и прозрачностью кристаллов, колофонит почти не имел ювелирного или даже поделочного употребления. К середине XX века это название перестало употребляться в минералогии как актуальное, а ювелиры стали считать колофонит — неким историческим синонимом гессонита.:107

## Название
Название этого минерала означает «канифольный» (от др.-греч. ϰολοϕωνία, kolophonia, канифоль) и относится к специфическому коричневому или желтовато-коричневому цвету камней.:138 По-английски название традиционно пишется несколько иначе: «colophonite», иногда можно встретить вариант «kalophonit».
Самым известным и старым местом нахождения колофонита в Европе были железные рудники на норвежском острове Тромё, находящемся на юге страны, неподалёку от Арендала, где коричневые или красно-коричневые непрозрачные гранатиты встречались в качестве сопутствующего гранулята. Норвежские колофониты были низкого качества и почти не находили ювелирного или торгового применения, однако опубликованное в начале XIX века и принятое учёным миром название временно закрепилось в европейской минералогии за коричневыми или красно-коричневыми разновидностями железистой венисы (гранатов).
Позднее, при упоминании в минералогических текстах, а также в торговой и ювелирной практике постепенно началось взаимное смешивание двух терминов: менее известного колофонита и более распространённого гессонита, поскольку одно слово относилось к научной практике, а другое было коммерческим названием, хотя оба они относились к гранам коричневатых тонов. В конце концов, смешение понятий привело к тому, что колофонит постепенно устарел и перешёл в разряд терминологической истории европейской минералогии, окончательно уступив место в торговой и ювелирной практике — гессониту, а в некоторых случаях стал считаться его полным синонимом.:290

## Свойства

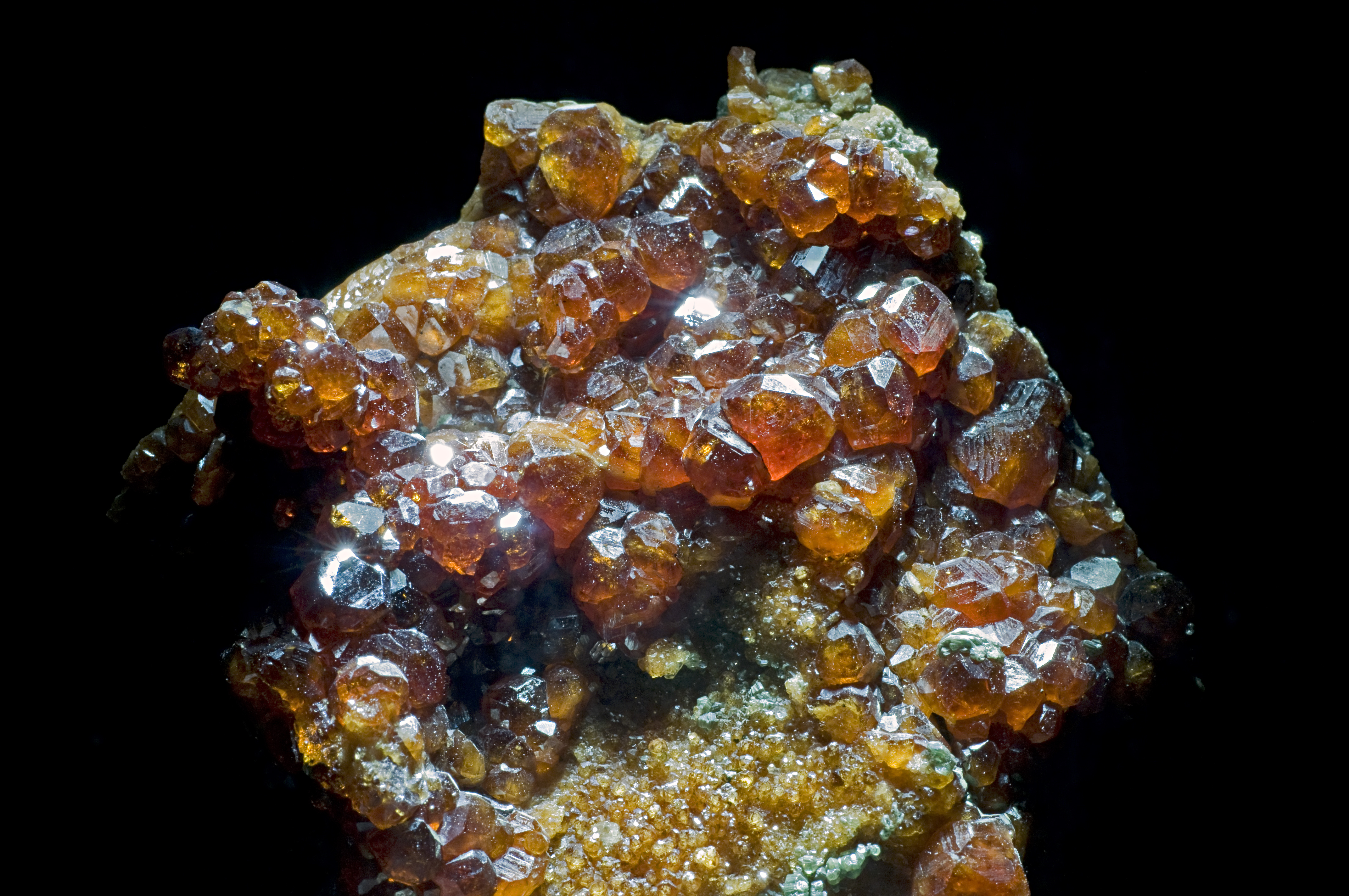
Гроссуляры, похожие на колофониты

Колофонит представляет собой крупнозернистую разновидность коричневого, жёлто-коричневого или красновато-коричневого железистого граната, чаще всего — андрадита. Первый известный химический анализ, произведённый неким Симоном в 1807 над кристаллами, описанными в самом общем смысле как минерал «колофонит» из «скандинавских земель», не отличался ни конкретностью места, ни чёткой типологией самого́ образца. Вероятнее всего, кристаллы представляли собой светло-коричневый гранулированный минерал, полученный неким опосредованным способом из железных рудников Арендала.
Исходя из исследования Симона, Рене Гаюи в 1809 году определил норвежские колофониты как «похожие» на гранат (гроссуляр), однако затем опубликовал анализ его состава в другом разделе книги, посвящённом везувиану, вероятно, предполагая, со своей стороны, что минерал первоначально был исследован и определён не вполне точно.
Колофонит — это типичный островной силикат, который можно отнести в качестве промежуточного звена к непрерывному изоморфному ряду андрадит — гроссуляр. По химическому составу колофонит представляет собой низкокачественную разновидность смешанного гессонита, это богатый множеством примесей и включений комплексный силикат кальция и трёхвалентного железа Fe3+ с добавлением двухвалентного марганца. В совокупности с инородными присадками эта смесь придаёт минералу невнятную красно-коричневую окраску, мутную до полной непрозрачности. Впрочем, Василий Севергин в своём энциклопедическом справочнике 1821 года характеризует оттенок колофонита несколько иначе, обозначая его как «красного, весьма оранжевого цвета с желтизною». В 1822 более точно описывает тональность колофонита Зейберт: «цвет в массе тёмно-красновато-коричневый, в состоянии порошка имеет желтоватый оттенок».:138
Чаще всего имеет вид вкраплений в пироксенах и волластоните, иногда колофонит образует внутри этих минералов достаточно крупные жилы или прослойки. На внутренней поверхности изломов или полированных поверхностей возможны цвета побежалости, имеющие вид радужных разводов. Минерал зернистый, отдельные зерна бывают очень прозрачными. Излом неровный, минерал хрупкий, немагнитный, зёрна зачастую обнаруживают спайность. Царапает стекло и имеет смолистый блеск, часто со стальным отливом. Перед пламенем паяльной трубки колофонит плавится, образуя непрозрачную чёрную бусину.:138
В зависимости от количества и состава примесей и механических включений, встречаются разности колофонитов со смоляным, стеклянным или жирным блеском. Кроме того, в норвежских колофонитах спектроскопическим методом обнаружено содержание В2О3 (до 1,26%).
Как и прочие представители изоморфного андрадит — гроссулярового ряда гранатоидов, колофонит образует кристаллы ромбододекаэдрической и тетрагонтриоктаэдрической формы. Спайность отсутствует или весьма несовершенная (кристаллы очень хрупкие), излом неровный или раковистый, симметрия гексаоктаэдрическая, сингония кубическая. Кроме сопутствующих пород (везувиана или волластонита), в большинстве образцов минерал содержит большое число примесей и мелких инородных включений, в том числе, циркона, диопсида и апатита. Твёрдость по шкале Мооса колеблется в диапазоне 6,5-7,5; плотность 6,5-8 г/см3.

## Месторождения
Как разновидность андрадита, колофонит представляет собой типичный продукт кальцитового метаморфизма. Он образуется в результате контактово-метасоматических и метаморфических процессов, зачастую его можно встретить в скарнах в ассоциации с везувианом, волластонитом, магнетитом, эпидотом, хлоритами, доломитом, диопсидом, кальцитом и др. Историческое и самое известное место обнаружения колофонитов находится на железных рудниках острова Тромё в южной Норвегии, неподалёку от Арендаля. Также колофонит находили на других норвежских, шведских и финских островах, расположенных к югу от Скандинавии.
Рудные месторождения Арендаля содержат материнскую породу (апатит-коллофонит) толщиной до 20 метров, это рыхлые зернистые массы жёлтого, бурого, серого или почти чёрного цвета, обладающие жирным блеском. Массы породы состоят, главным образом, из везувиана, в котором встречаются метаморфические сращения известково-железистых гранатов колофонита.
Вскоре после публикации Симона-Гаюи, в 1817-1818 годах на острове Паргас (неподалёку от города Турку) в южной Финляндии был обнаружен новый минерал, описанный молодым финско-шведским минералогом, химиком и горным инженером Нильсом Норденшёльдом в качестве новой, ранее неизвестной разновидности колофонита (гессонита). Подобно колофониту, не отличаясь высоким качеством или крупными кристаллами, минерал был также непрозрачным, просвечивая только по краям или в тонких сколах, цвет имел смешанный и невыразительный: бурый, буро-красноватый до коричнево-розового. Названный в честь государственного канцлера России Н. П. Румянцева и не получив сколько-нибудь заметного применения, румянцовит просуществовал в качестве отдельной региональной формы колофонита около сотни лет, пока не превратился в чистый артефакт, некое событие из истории Петербургской академии наук и европейской минералогии.

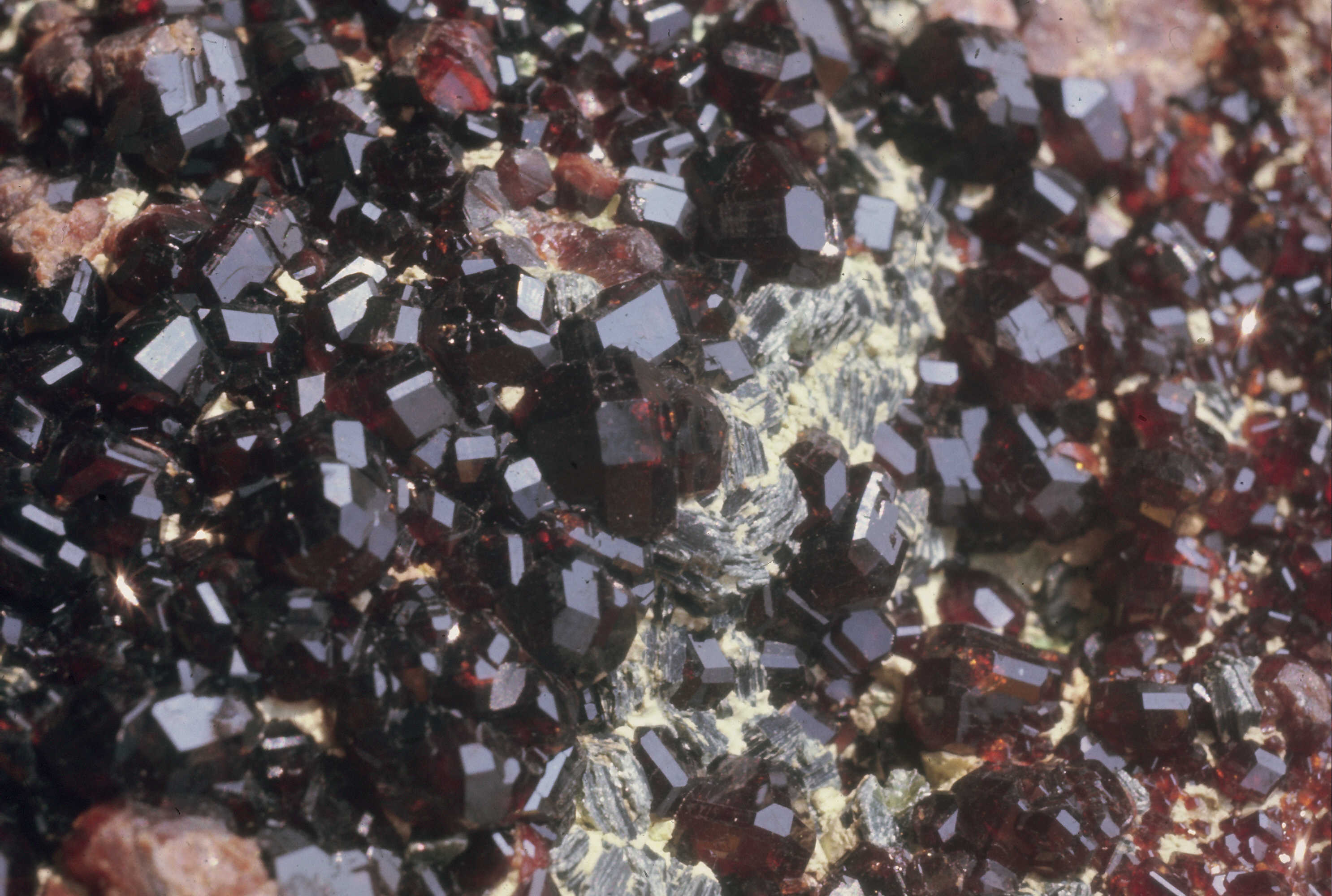
Гессониты (Лигурия)

Примерно такую же судьбу разделил и колофонит, разновидностью которого был объявлен минерал с финского острова Паргас.

## Оценка
Начиная со второй трети XX века современные минералогические справочники и словари более не рассматривают колофонит в качестве самостоятельной разновидности андрадита или, тем более, граната,:338 считая её не более чем отражённой в литературе XIX века формой гессонитов (андрадитов) или научным казусом прошлого, достойным упоминания только в обзорах по истории минералогии. Превратившись в «устаревший синоним гессонита»,:107 в большинстве профессиональных изданий колофонит не упоминается вовсе,:174,460 а косвенные сведения о нём и его свойствах следует искать в разделах, посвящённых похожим разновидностям андрадита.